# Tiron galeatus
Tiron galeatus is een vlokreeftensoort uit de familie van de Synopiidae. De wetenschappelijke naam van de soort is voor het eerst geldig gepubliceerd in 1988 door Hirayama.